# Kunstdüngerfabrik Ronnenberg

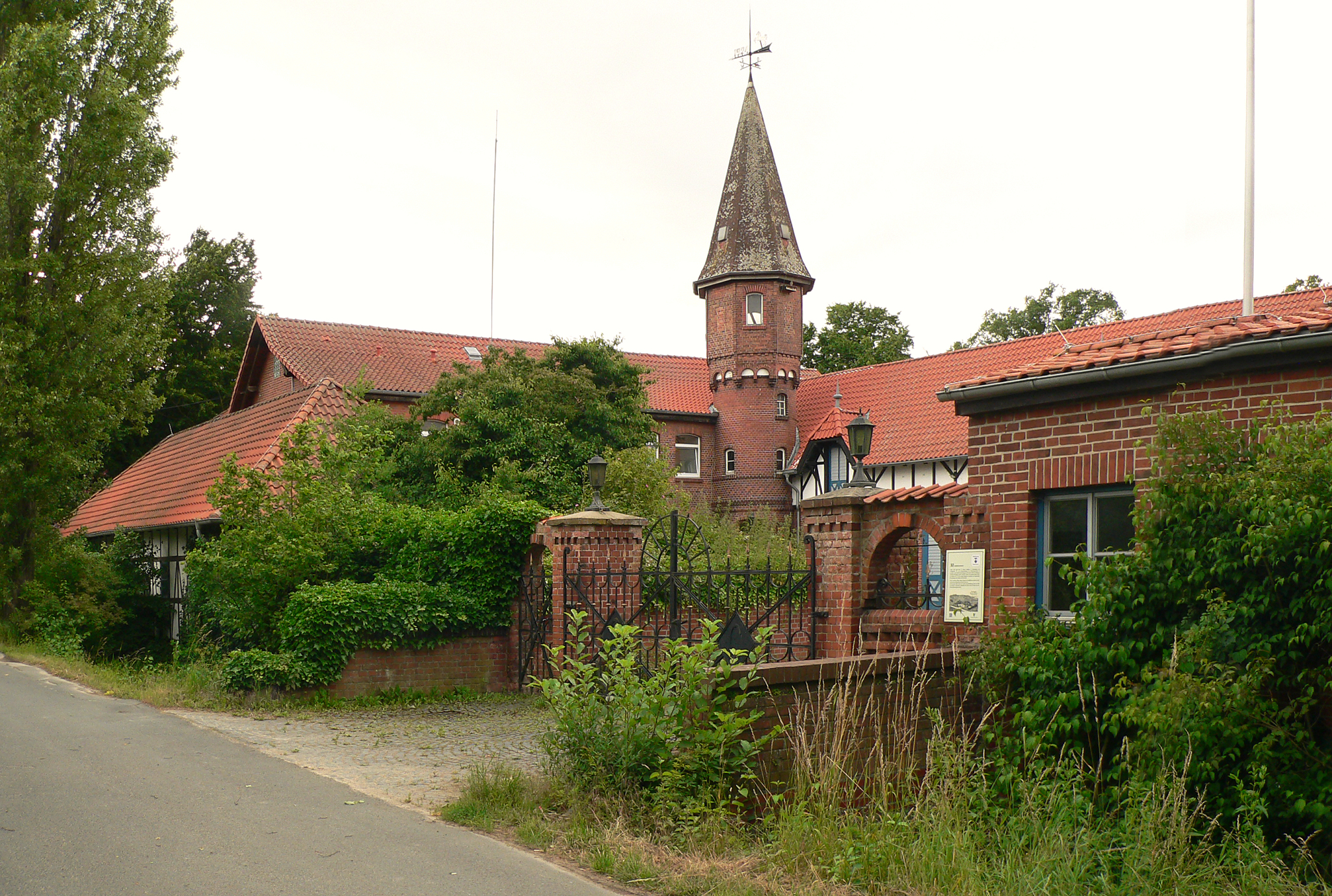
Die frühere Kunstdüngerfabrik in Ronnenberg, heute Straßenmeisterei

Die Kunstdüngerfabrik Ronnenberg ist eine ehemalige Industrieanlage in Ronnenberg in der Region Hannover, die bei der Tierkörperverwertung Dünger herstellte.  Die heute denkmalgeschützten Werksgebäude entstanden Ende des 19. Jahrhunderts. Seit der Betriebseinstellung von 1980 nutzt sie eine kommunale Straßenmeisterei.

## Beschreibung

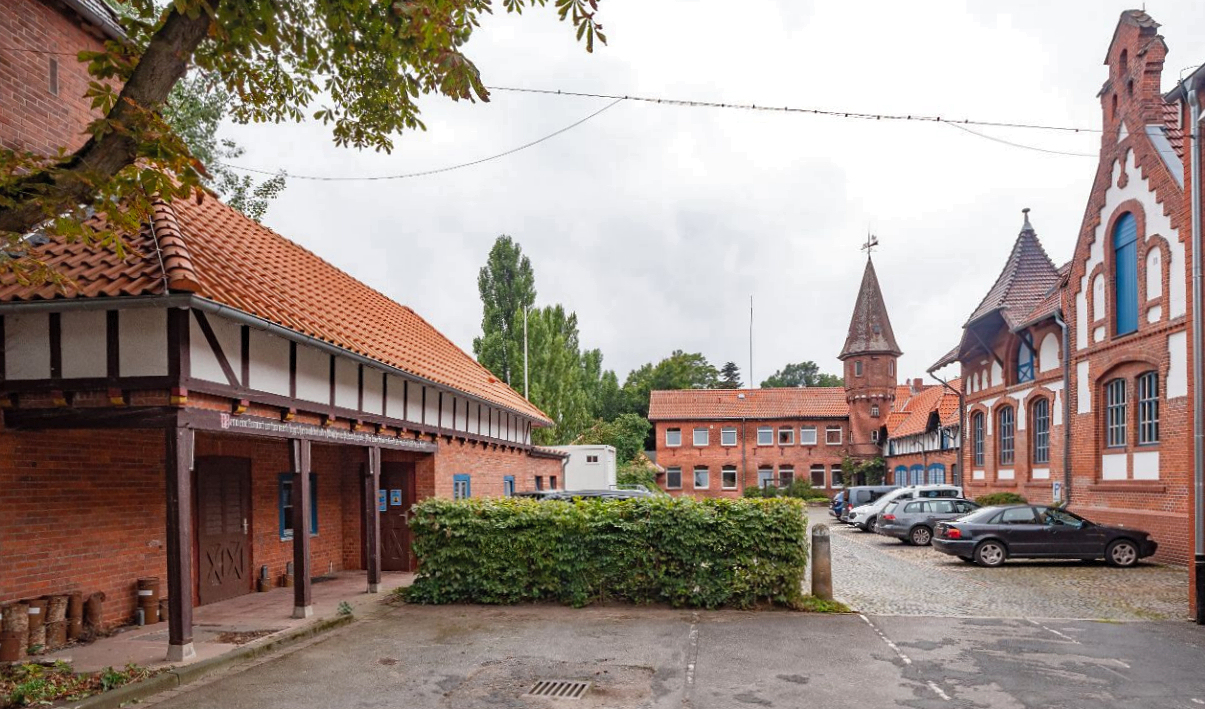
Innenhof

Die frühere Werksanlage am nördlichen Ortsrand von Ronnenberg besteht aus ein- und zweigeschossigen Bauten und einer Mauer, die einen rechteckigen Innenhof bilden. Die abwechslungsreiche Architektur mit Türmchen, Erker und Giebel sowie bei den Fassaden mit dem  Wechsel von Ziegel, Fachwerk und Putzflächen erzeugt eine malerische Wirkung. Zur Anlage gehört ein Park mit einem Teich. Entworfen wurde die Anlage vom Architekten Alfred Sasse, ein Schüler von Conrad Wilhelm Hase. Für Sasse war es eines der ersten größeren Bauprojekte.

## Geschichte

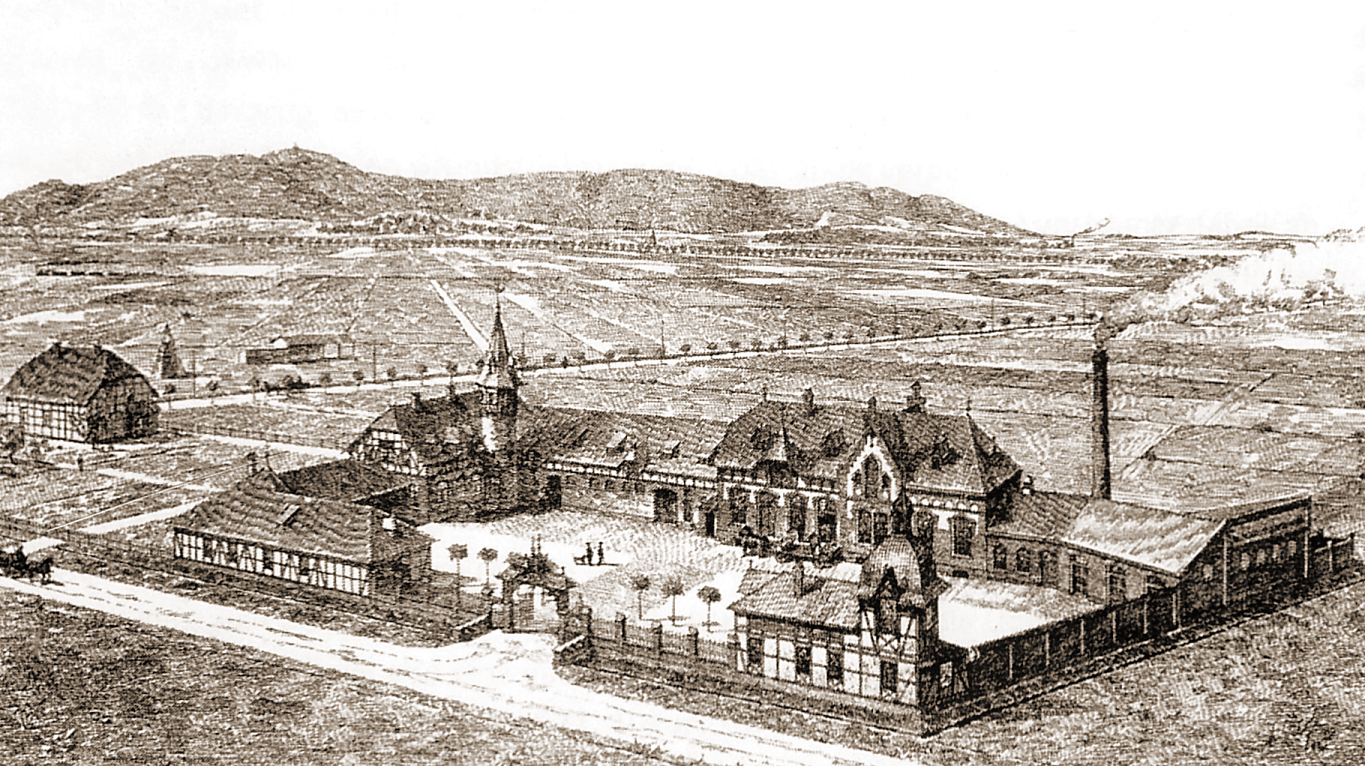
Darstellung der Anlage um 1900

Am Standort der Anlage gab es bereits 1879 eine Abdeckerei. Wegen der Geruchsbelästigung wurde 1896 eine Genehmigung zur Errichtung einer neuen Anlage zur Verwertung von Tierkadavern erteilt. Ein Unternehmer mit dem Namen Salzsieder errichtete anschließend die Fabrik mit modernster Technik, die unter Kunstdüngerfabrik Ronnenberg firmierte. Später war der Betrieb die zweitgrößte Anlage im damaligen Regierungsbezirk Hannover. 
Die Fabrik stellte aus Tierknochen zur Düngung geeignetes Knochenmehl her und vertrieb es. Der ebenfalls gewonnene Leim ging an Leimfabriken und die Fette verarbeitete die Döhrener Wollwäscherei zu Seife. Die Fabrik verarbeitete um 1900 jährlich 450 Stück Großvieh und 300 Stück Kleinvieh. 
Nach den Entdeckungen zur künstlichen Düngung, insbesondere durch Justus von Liebig, entstanden ab der Mitte des 19. Jahrhunderts viele Kunstdüngerfabriken. Eine ähnliche Fabrik war die Hannoversche Kunstdüngerfabrik in Linden.
In den 1960er Jahren wurden neben den historischen Gebäuden weitere Fabrikhallen errichtet. Wegen der weiterhin bestehenden Geruchsbelästigung wurde der Betrieb 1980 eingestellt und die historischen Werksgebäude wurden umgebaut und einer neuen Nutzung zugänglich gemacht. Seither befindet sich in ihnen eine Außenstelle der Straßenmeisterei der Region Hannover. Die in den 1960er Jahren entstandenen Hallen wurden 2018 für den Bau einer modernen Fahrzeughalle der Straßenmeisterei abgerissen.

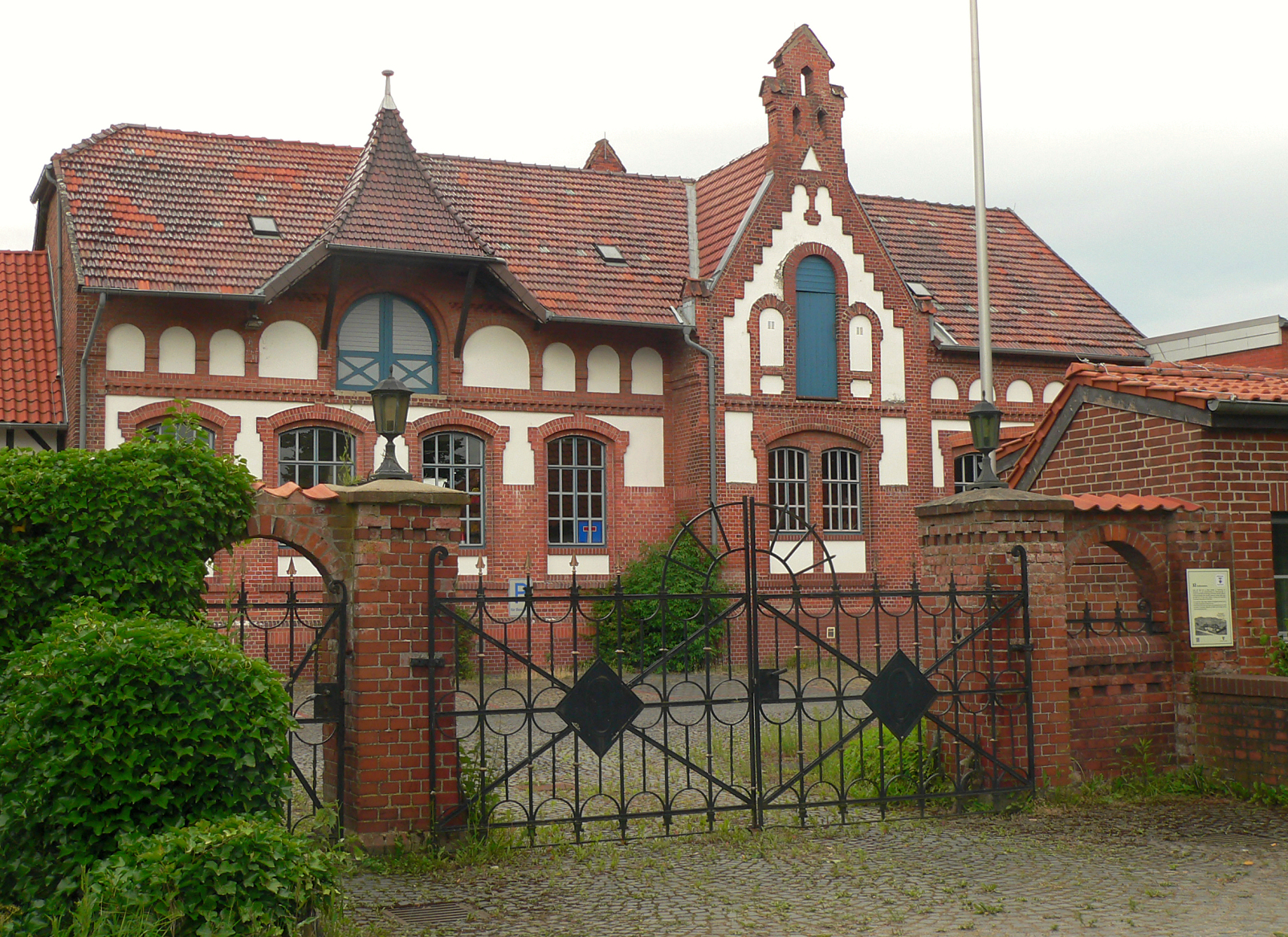
Toreinfahrt
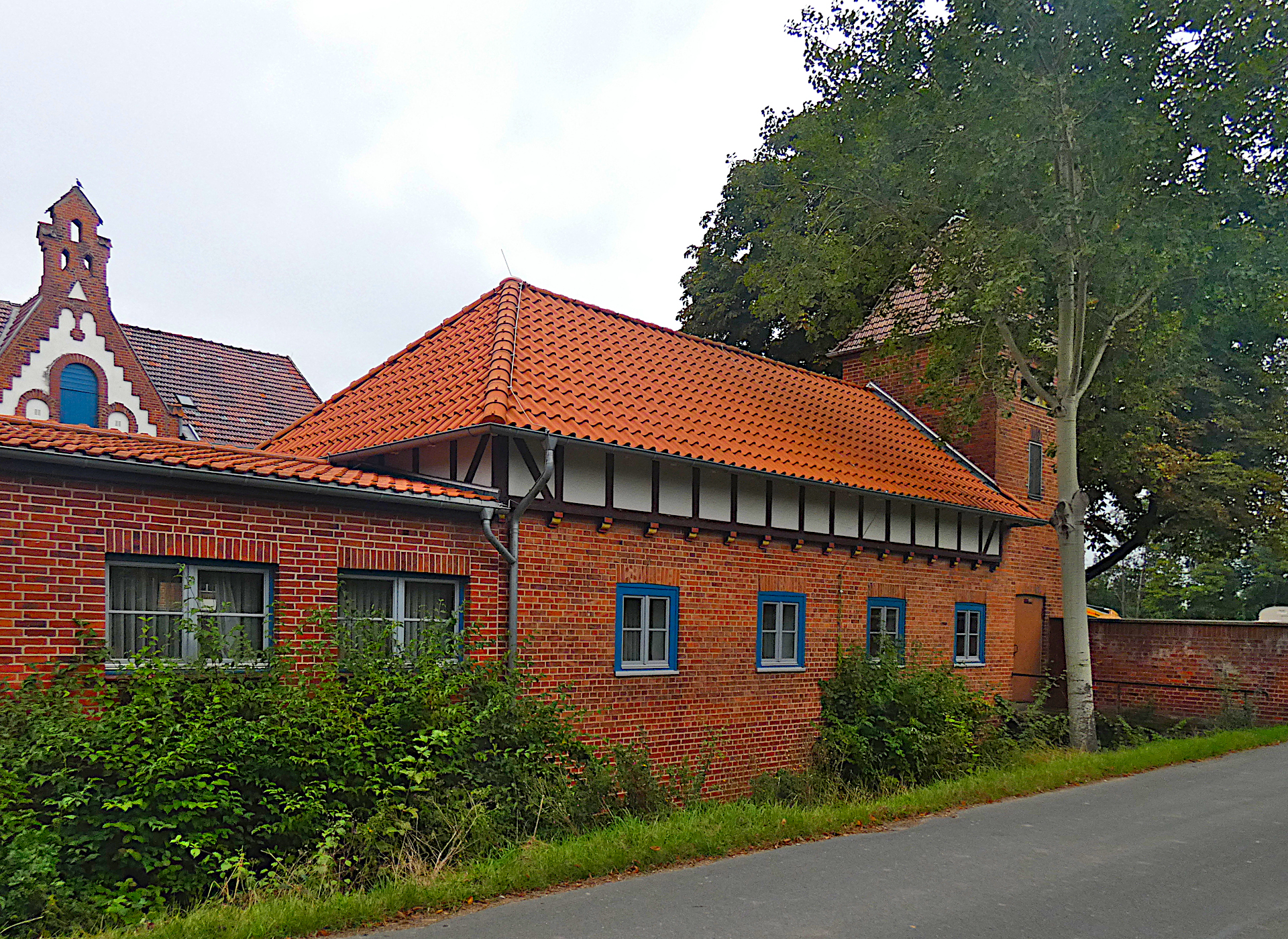
Wirtschaftsgebäude mit Trafoturm
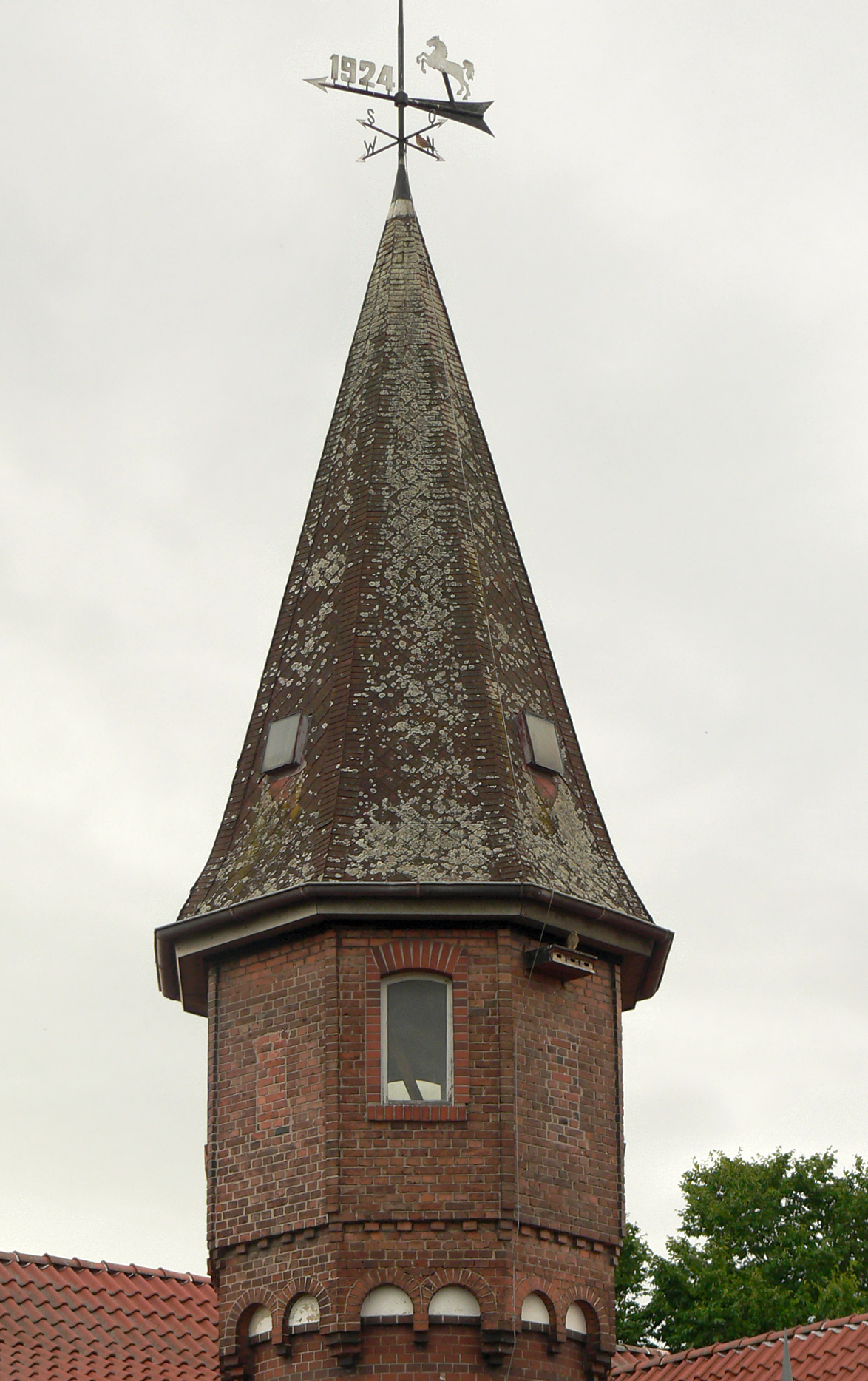
Turm